# جهان‌آباد (نائین)
جهان‌آباد (نائین)، روستایی از توابع بخش مرکزی شهرستان نائین در استان اصفهان ایران است.

## جمعیت
این روستا در دهستان لای سیاه قرار دارد و براساس سرشماری مرکز آمار ایران در سال ۱۳۸۵، جمعیت آن ۸۶ نفر (۲۹خانوار) بوده‌است.